# 卡尔·施泰特尔
卡尔·奥托·施泰特尔（德語：Karl Otto Stetter，1941年7月16日—）是一位德国微生物学家和天體生物學家，知名于高温下微生物的研究。